# 伊夫里市政厅站
伊夫里市政厅站（法語：Mairie d'Ivry）是巴黎地鐵的一個車站。伊夫里市政厅站位於巴黎東南部近郊的塞纳河畔伊夫里，是巴黎地鐵7號線的車站，開業於1946年5月1日地鐵7號線延長時。

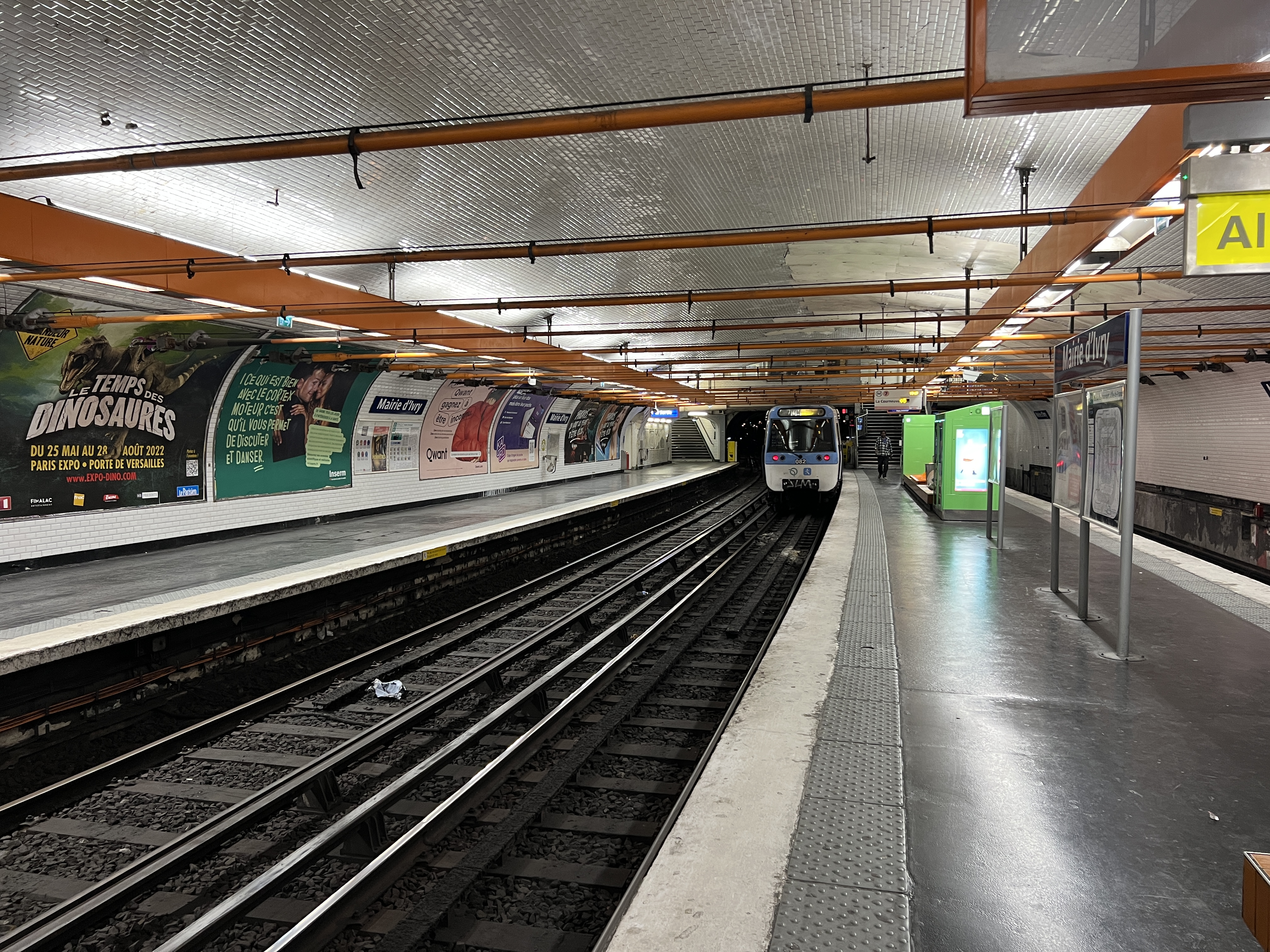
月台（2022年7月）

## 車站結構
| 街道      |                    |                                       |
| B1        | 連接層             |                                       |
| 7號線月台 | 側式月台，右側開門 | 側式月台，右側開門                    |
| 7號線月台 | 南行               | 只限落客                              |
| 7號線月台 | 北行               | 往拉库尔讷沃-1945年5月8日（居里夫婦） |
| 7號線月台 | 島式月台，左側開門 |                                       |
| 7號線月台 | 北行               | 往拉库尔讷沃-1945年5月8日（居里夫婦） |